# Guglielmo Pasta
Guglielmo Pasta (Frinco, 9 ottobre 1931 – Asti, 27 agosto 1986) è stato un politico italiano.

## Biografia
Nato nel 1931 e di professione avvocato penalista, fu esponente di riferimento del Partito Liberale Italiano della città di Asti e prese parte attivamente alla vita politica e amministrativa cittadina. Nel 1960 venne eletto per la prima volta in consiglio comunale, rimanendovi ininterrottamente fino alla morte. Tra il 1982 e il 1983 fu sindaco di Asti, mentre nel 1985 venne nominato assessore alla cultura; morì nell'agosto dell'anno successivo.
Il 26 settembre 2014 gli è stata intitolata la piazza di fronte al palazzo di giustizia di Asti.